# Scorchy Smith
Scorchy Smith è stata una serie a fumetti a strisce giornaliere creata da John Terry che venne pubblicata negli Stati Uniti d'America dal 1930 al 1961. Dopo l'abbandono da parte del creatore, la serie venne realizzata da Noel Sickles il quale introdusse innovazioni stilistiche e grafiche nella realizzazione della serie che influenzeranno molto gli autori che vennero dopo di lui.
Il protagonista era un pilota d'aero da turismo le cui avventure iniziali lo portarono attraverso l'America, combattendo criminali e aiutando damigelle in pericolo; più tardi, viaggiò per il mondo combattendo spie e aggressioni straniere.

## Storia editoriale
La trasvolata atlantica di Charles Lindbergh del 1927 aumentò l'interesse per l'aviazione e una conseguente nascita e sviluppo di opere di genere avventuroso di ambientazione aviatoria. In questo contesto nel 1930 esordì la serie a fumetti di Scorchy Smithd, creata da John Terry per la AP Newsfeatures. Quando nel 1933 Terry si ammalò di tubercolosi, la serie venne assegnata a Noel Sickles in quale ne aumentò la popolarità facendola divenire la serie principale della AP, oltre a creare una nuova scuola di autori di fumetti impegnati nel suo processo creativo. Inizialmente disegnerà la serie imitando lo stile di Terry, probabilmente su richiesta dei curatori editoriali, ma poi inizierà a sperimentare aggiungendo tutta una serie di innovazioni. Lo stile impressionistico e le composizioni cinematografiche della serie, oltre all'uso frequente di campiture di inchiostro nero e le ombreggiature, resero la serie diversa dalle altre dell'epoca rendendola fonte di ispirazione per altri noti autori del periodo come Milton Caniff che ne apprese le tecniche collaborando con Sickles. Nel 1936, Sickles scoprì che la serie aveva una vasta diffusione - la AP Newsfeatures non divulgava queste informazioni con gli autori - stimando che veniva distribuita su circa 250 tesate negli USA, Sickles calcolò che avrebbe dovuto rendere mensilmente circa 2500 $ dei quali, in quanto sceneggiatore e disegnatore, riceveva solo 125 $. Chiese quindi un aumento che però gli venne rifiutato e decise quindi di interrompere la collaborazione con la AP per dedicarsi all'illustrazione di riviste. Sickles venne sostituito da Bert Christman il quale esordì con la striscia del 23 novembre 1936 ma nel giugno 1938 si arruolò nella U.S. Navy. Venne quindi sostituito da una serie di autori come Robert W. Farrell e Frank Robbins; quest'ultimo esordì con la striscia del 22 maggio 1939 me nel 1944 abbandonò l'incarico per passare a lavorare per la King Features Syndicate per la quale creò la serie di Johnny Hazard, un altro pilota avventuriero. Dopo Robbins la serie venne affidata a Edmund Good (durante il 1945), Rodlow Willard (1946–1954), George Tuska (1954–1959) e John Milt Morris (1959–1961). La serie venne interrotta nel 1961.
La produzione di Noel Sickles venne ristampata nella collana Famous Funnies e in due volumi pubblicati dalla Nostalgia Press negli anni settanta mentre la parte finale della produzione di Sickles venne ristampata in Big Fun Comics pubblicata dalla American Comic Archive che pubblicò anche la produzione di Bert Christman. Nel 2008 la IDW Publishing pubblicò Scorchy Smith and the Art of Noel Sickles, volume che ristampò l'intera produzione del periodo dal 1933 al 1936.

## In Italia
Nonostante fosse inedito in Italia questo fumetto, una esaustiva antologia delle tematiche proprie dell'avventura di guerra negli anni Settanta ha una sua scheda nell'Enciclopedia del fumetto di Gaetano Strazzulla che, tra le altre cose, scrive: «Durante l'ultimo conflitto mondiale ha combattuto anche a fianco dei russi: in quest'occasione, forse per un'unica volta, l'URSS ha figurato in modo positivo in un "comic" di produzione americana».